# Heinrich Pforr

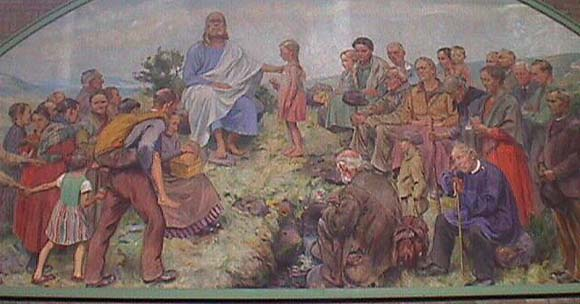
Die Bergpredigt, Größe ca. 3 × 9 m, von Heinrich Pforr 1932 für St. Aegidien gemalt, hängt seit 1989 in St. Matthäus, Hann. Münden, Stadtteil Hermannshagen, 1999

Heinrich Pforr (* 26. Oktober 1880 in Laudenbach am Hohen Meißner; † 17. September 1970 in Münden) war ein deutscher Maler, Zeichner und Fotograf.

## Leben
Pforr wurde in Laudenbach am Meißner geboren. Er war das erstgeborene Kind der Eheleute Justin und Katharina Elise Pforr. Heinrich Pforr hatte noch zehn weitere Geschwister. Pforr selber durchlitt eine Kinderlähmungserkrankung, mit der Folge einer lebenslangen Gehbehinderung. Er malte und zeichnete schon als Kind Porträts seiner Schulkameraden. Der begabte Zeichner erhielt von 1897 bis 1898 ein Stipendium an der Kunstgewerbeschule in Kassel. Er wurde im Musterzeichnen und in der Herstellung von Lithographien geschult. Es entstanden erste Stillleben und Landschaftsbilder.
1899 immatrikulierte sich Pforr an der Kunstakademie in Karlsruhe und wurde Schüler von Caspar Ritter und später Meisterschüler bei Ferdinand von Keller. Seit 1907 war Pforr freischaffend tätig. In Karlsruhe wurde er durch Hans Thoma nachhaltig beeinflusst, der Pforr 1909 einen Lehrauftrag anbot, den er jedoch ablehnte. 1909 zog Pforr nach Mannheim und unternahm von dort eine Nordlandreise, bis er schließlich 1912 wieder nach Laudenbach zurückkehrte. Nach Heirat und Familiengründung 1914 in Laudenbach zog Heinrich Pforr 1924 nach Hannoversch-Münden. Er erwarb dort das Haus Vogelsang Nr. 13 (heute: Vogelsang 51) mit Atelier im Obergeschoss und lebte dort bis zu seinem Tod.
Pforr war Vater von drei Söhnen, Walter, Karl und Helmut.

## Malerisches Werk
Heinrich Pforr war vor allem Landschaftsmaler seiner nordhessischen Heimat, und er war ein großer Genre- und Porträtmaler seiner Zeit. Er malte aber auch Kinderbilder und Blumenstillleben. Bis zum Ende seines Schaffens blieb er seinem realistischen Stil treu.
Laut Werkverzeichnis sind folgende Werke bekannt:
- Porträts: etwa 332 Gemälde
- Landschaften und Orte: ca. 402 Gemälde
- Genre: ca. 520 Gemälde
- Stillleben: ca. 45 Gemälde
- Skizzen: ca. 294 Zeichnungen
- Gebrauchsgrafik: ca. 58 Grafiken
- Bergpredigt, 1932 für St. Aegidien gemalt, hängt seit 1989 in St. Matthäus, Hann. Münden, Stadtteil Hermannshagen

## Signatur & Monogramm
- H. Pforr
- H. P.

## Ausstellungen
- Kunstverein München, 1905
- Große Berliner Kunstausstellung u. Karlsruher Kunstverein 1907
- Baden-Baden Deutsche Kunstausstellung 1909
- Speyer Pfälzer Kunstverein 1910
- München im Glaspalast u. Karlsruhe Kunstverein 1911
- Mannheim, Berlin und Karlsruhe Kunstvereine 1912
- Göttingen Vereinte Kunstfreunde 1913
- Kassel Kunsthaus am Ständeplatz 1922
- Hamm Städtisches Museum 1925
- Gedächtnis-Ausstellung in Laudenbach, 1981
- Hessischer Museumsverband e.V. Kassel, 1983 i.d. Orangerie
- Sonderausstellung anlässlich des 130. Geburtstages, 'Die Hoaderlumpen' Theatergruppe Laudenbach, 2010

## Werke in Museen
- Bad Oeynhausen, Märchen und Wesersagenmuseum
- Burg Ludwigstein
- Großalmerode, Glas- und Keramikmuseum
- Karlsruhe, Staatl. Kunsthaus
- Kassel, Staatliche Kunstsammlungen Neue Galerie
- Graphische Sammlung Stadtmuseum Kassel
- Marburg, Universitätsmuseum
- Frankfurt am Main, Struwwelpeter-Museum

## Ehrungen
- Ehrenbürger der Dorfgemeinde Laudenbach am Meißner (zum 70. Geburtstag 1950)
- Goethe-Plakette des Landes Hessen (1960)
- Bundesverdienstkreuz am Bande (20. Oktober 1960)
- Heinrich-Pforr-Straße in Hann. Münden und Laudenbach (1960)